# Enlisy
Enlisy är en i686-optimerad linuxdistribution skapad av Jens Evertsson, Jens Persson och Robert Svensson i september 2005. Den bygger på paket från en annan distribution - Arch Linux, med initNG som initsystem och egenutvecklat paketsystem vid namn apport - utvecklat i programspråket Python.
- Sedan Juni 2007 finns Enlisy tillgänglig för nedladdning på projektets webbplats.
- Den 8 juni 2007 släpptes den första installerbara versionen: Enlisy 07.1 Leone
- Den 30 juni 2007 släpptes deras första riktiga livecd (byggd på Leone): Enlisy 07.1 Leone Live
- Den 29 juli 2009 släpptes den andra installerbara versionen: Enlisy 09.1 Rexited